# San Bartolo (Veraguas)
San Bartolo es un corregimiento del distrito de La Mesa en la provincia de Veraguas, República de Panamá. La localidad tiene 2.440 habitantes (2010).